# Фозиноприл
Фозинопри́л — синтетичний антигіпертензивний препарат, що належить до групи інгібіторів АПФ, для перорального застосування. Фозиноприл розроблений компанією «Bristol-Myers Squibb», яка випускає його під торговельною маркою «Моноприл».

## Фармакологічні властивості
Фозиноприл — синтетичний лікарський препарат, що належить до групи інгібіторів АПФ. Механізм дії препарату полягає у пригнічення ренін-ангіотензин-альдостеронової системи плазми крові, яка приводить до зменшення впливу ангіотензину ІІ на судини та до зменшення секреції альдостерону, що призводить до збільшення концентрації калію у сироватці крові та збільшення втрати рідини та натрію. Після прийому фозиноприлу у результаті інгібування ангіотензинперетворюючого ферменту підвищується активність калікреїн-кінінової системи, що призводить до вазоділатації та підвищення активності простагландинової системи. Фозиноприл знижує загальний периферійний опір судин, систолічний та діастолічний артеріальний тиск, перед- та постнавантаження на міокард. При лікуванні фозиноприлом також спостерігається зменшення гіпертрофії лівого шлуночка. Фозиноприл не впливає на активність нейтральної ендопептидази, що каталізує розщеплення нейрокінину А (один із факторів, що обумовлює появу сухого кашлю) до неактивних пептидів. Це призводить до зниження появи сухого кашлю при прийомі фозиноприлу. По даних досліджень, кашель, що виникає при прийомі інших інгібіторів АПФ, зникає або значно зменшується при переході на прийом фозиноприлу. Фозиноприл може зменшувати протеїнурію у хворих з діабетичною нефропатією. Фозиноприл малоефективний у хворих гіпертонією негроїдної раси, тому що у них гіпертонічна хвороба перебігає переважно за наявності низької концентрації реніну в крові.

### Фармакодинаміка
Фозиноприл повільно, але добре всмоктується у тонкому кишечнику при пероральному прийомі, максимальна концентрація в крові досягається протягом 2—4 годин. Після прийому фозиноприл швидко та повністю перетворюється на активний метаболіт — фозиноприлат. Унаслідок ефекту першого проходження через печінку біодоступність препарату складає лише 36 %. Фозиноприл добре зв'язується з білками плазми крові. Фозиноприл створює високі концентрації в серці, судинах, нирках, наднирниках, легенях. Фозиноприл не проникає через гематоенцефалічний бар'єр. Даних за проникнення фозиноприлу через плацентарний бар'єр у людей немає, але він можепроникати через плацентарний бар'єр у тварин. Фозиноприл виділяється в грудне молоко. Метаболізується фозиноприл у печінці з утворенням метаболітів, частина із яких має гіпотензивний ефект. Виводиться препарат із організму нирками та із жовчю приблизно у однакових кількостях. Період напіввиведення препарату складає 12—15 годин, при печінковій або нирковій недостатності можлива незначна кумуляція препарату в крові, яка компенсується іншим шляхом виведення фозиноприлу.

## Показання до застосування
Фозиноприл застосовують у комплексному лікуванні гіпертонічної хвороби та серцевої недостатності.

## Побічна дія
При застосуванні фозиноприлу можливі наступні побічні ефекти:
- Алергічні реакції та з боку шкірних покривів — часто (1—10 %) висипання на шкірі, набряк Квінке, дерматит; нечасто (0,1—1 %) свербіж шкіри, підвищена пітливість, кропив'янка; рідко (0,01—0,1 %) синдром Стівенса-Джонсона, фотодерматоз, алопеція, гарячка, загострення псоріазу, екхімози на шкірі; дуже рідко (менше 0,01 %) мультиформна еритема, синдром Лаєлла, пухирчатка.
- З боку травної системи — часто (1—10 %) блювота, діарея; нечасто (0,1—1 %) біль у животі, нудота, запор, сухість у роті; рідко (0,01—0,1 %) стоматит, набряк язика; дуже рідко (менше 0,01 %) гепатит, панкреатит, холестатична жовтяниця, печінкова недостатність, кишкова непрохідність.
- З боку нервової системи — часто (1—10 %) головний біль, запаморочення; нечасто (0,1—1 %) слабкість, депресія, зміна настрою, порушення сну, парестезії, імпотенція, порушення рівноваги, сплутаність свідомості, шум у вухах, порушення зору, дисгевзія, цереброваскулярні порушення (включаючи інсульт).
- З боку дихальної системи — часто (1—10 %) кашель; нечасто (0,1—1 %) бронхіт, бронхоспазм, задишка, синусит, риніт, інтерстиціальний пневмоніт.
- З боку серцево-судинної системи — часто (1—10 %) тахікардія, ортостатична гіпотензія; нечасто (0,1—1 %) васкуліт, лімфаденопатія, аритмія, приступи стенокардії, виникнення інфаркту міокарду, синдром Рейно, втрати свідомості, інсульт, тромбоемболія легеневої артерії.
- З боку опорно-рухового апарату — нечасто (0,1—1 %) міалгії, артралгії.
- З боку сечостатевої системи — нечасто (0,1—1 %) ниркова недостатність, протеїнурія; рідко (0,01—1 %) олігурія, розлади простати, імпотенція, гінекомастія.
- Зміни в лабораторних аналізах — часто (1—10 %) підвищення активності амінотрансфераз, лужної фосфатази і лактатдегідрогенази, підвищення рівня білірубіну в крові; нечасто (0,1—1 %) анемія або підвищення гемоглобіну, зниження гематокриту; рідко (0,01—0,1 %) лейкопенія, тромбоцитопенія, гіперкаліємія, гіпонатріємія, гіпоглікемія, нейтропенія, агранулоцитоз, панцитопенія, еозинофілія, підвищення рівня креатиніну та сечовини в крові, підвищення титру антиядерних антитіл (ANA), підвищення ШОЕ.

## Протипоказання
Фозиноприл протипоказаний при підвищеній чутливості до інгібіторів АПФ; ангіоневротичному набряку, пов'язаному із інгібіторами АПФ в анамнезі або спадковому ангіоневротичному набряку; при галактоземії; при вагітності та годуванні грудьми; стенозі гирла аорти або мітральному стенозі; при двобічному стенозі ниркових артерій чи однобічному у разі наявності однієї нирки. З обережністю застосовується препарат при печінковій та нирковій недостатності, та при системних захворюваннях сполучної тканини (посилюється імовірність нейтропенії або агранулоцитозу). Препарат не застосовується у дитячому віці.

## Форми випуску
Фозиноприл випускається у вигляді таблеток по 0,005 г; 0,01 та 0,02 г. Фозиноприл разом із гідрохлоротіазидом входить до складу комбінованого препарату «Фозикард Н».